# Brijesta
Brijesta falu Horvátországban, Dubrovnik-Neretva megyében. Közigazgatásilag Stonhoz tartozik.

## Fekvése
Dubrovnik városától légvonalban 53, közúton 77 km-re, községközpontjától légvonalban 15, közúton 23 km-re északnyugatra, a Pelješac-félsziget középső részén az északi parton fekszik. Több kisebb sziget (Tajan, Kokošari, Lovorikovac és Pučenjak) is tartozik hozzá.

## Története
A Brijesta határában található ókori vármaradványok és halomsírok tanúsága szerint területén már ősidők óta élnek emberek. Az itt élt első ismert nép az illírek voltak, akik magaslatokon épített erődített településeken éltek és kövekből rakott halomsírokba temetkeztek. Illír erődített település maradványai találhatók Brijesta határában a Bogičevići feletti Gradac nevű magaslaton. Halomsírjaik közül is több található a falu határában. Az illírek i. e. 30-ig uralták a térséget, amikor Octavianus hadai végső győzelmet arattak felettük. A római légionáriusok a félsziget több pontján letelepedtek magukkal hozva kultúrájukat, életmódjukat, szokásaikat. A római villagazdaságokban nagy mennyiségű gabonát, olívaolajat, bort, sózott halat és más élelmiszert állítottak elő, melyekkel élénk kereskedelmet folytattak. Római villa rustica maradványa található a kis Tajan-szigeten. A Római Birodalom bukása után Dalmácia a gótok, majd a Bizánci Birodalom uralma alá került.
A horvátok ősei a 7. században érkeztek erre a vidékre. A 9. században már létezett a stoni püspökség, melynek egyházi fennhatósága alá ez a terület tartozott. Ekkoriban a Pelješac-félsziget Zahumlje területének részeként a tengerparti Horvát Fejedelemség része volt. A 12. században a Zahumlje térségének zavaros történeti időszakában a félsziget a raškai uralkodók uralma alá került. Több birtokos után a 14. század-ban a Pelješac-félsziget a Raguzai Köztársaság része lett, mely 1333-ban vásárolta meg Kotromanić István bosnyák bántól. Ezután egészen a  18. század végéig a Raguzai Köztársasághoz tartozott. Brijesta első írásos említése 1392-ben történt. Putniković Mária Magdolna plébániáját, melynek Brijesta is része  1749-ben alapították, előtte a žulajanai plébániához tartozott.
1806-ban a térség a Raguzai Köztársaságot legyőző franciák uralma alá került, de Napóleon bukása után 1815-ben a berlini kongresszus a Habsburgoknak ítélte. 1857-ben 162, 1910-ben 262 lakosa volt. 1918-ban az új szerb-horvát-szlovén állam, majd később Jugoszlávia része lett. A II. világháború után lakosságának száma a kivándorlás miatt fokozatosan csökkent. A település 1964-ben a plébánia központjától való nagy távolsága miatt önálló káplánt kapott. 1991-től a független Horvátországhoz tartozik. 2011-ben 58 lakosa volt. A lakosság régebben főleg halászattal és mezőgazdasággal foglalkozott, ma már főként a turizmusból él. Már tervezik azt a hidat, mely Brijestát a jövőben majd a Malostoni-öblön át a túlparti Komarnával köti össze és amelytől Brijesta gazdaságának jövőbeli nagy fellendülését várják.

## Népesség
| Lakosság változása | Lakosság változása | Lakosság változása | Lakosság változása | Lakosság változása | Lakosság változása | Lakosság változása | Lakosság változása | Lakosság változása | Lakosság változása | Lakosság változása | Lakosság változása | Lakosság változása | Lakosság változása | Lakosság változása | Lakosság változása |
| ------------------ | ------------------ | ------------------ | ------------------ | ------------------ | ------------------ | ------------------ | ------------------ | ------------------ | ------------------ | ------------------ | ------------------ | ------------------ | ------------------ | ------------------ | ------------------ |
| 1857               | 1869               | 1880               | 1890               | 1900               | 1910               | 1921               | 1931               | 1948               | 1953               | 1961               | 1971               | 1981               | 1991               | 2001               | 2011               |
| 162                | 183                | 203                | 216                | 259                | 262                | 232                | 214                | 224                | 220                | 195                | 155                | 127                | 130                | 78                 | 58                 |

## Nevezetességei
- Szent Illés és Szent Liberan tiszteletére szentelt temploma a 16. században épült barokk stílusban. Kőből épített egyhajós épület, homlokzatán kis, kereszt motívummal díszített körablakkal. Felette három harang számára kialakított harangdúc látható, benne három haranggal. A templom körül található a falu temetője.
- A település határában áll a 16. században épített Kabužić-torony, melyet a török és a kalózok támadásai ellen építettek a település védelmére.
- Római villa rustica maradványai a Tajan-szigeten.
- Régi népi építésű lakóházak a Bogičevići és Donje Selo településrészeken.

## Gazdaság
A lakosság fő bevételi forrása a turizmus mellett a halászat és a mezőgazdaság. Nagy gazdasági fellendülést remélnek a Brijestát a Malostoni-öblön át a túlparti Komarnával összekötő híd jövőbeli felépítésétől.

## Galéria
- A római katolikus templom
- Brijesta látképe
- Mandarinültetvény Brijestán